# Jawor (Wyżyna Olkuska)
Jawor (480 m) – wzgórze wznoszące się w orograficznie prawych zboczach Doliny Będkowskiej. Znajduje się w obrębie miejscowości Łazy w województwie małopolskim, w powiecie krakowskim, w gminie Jerzmanowice-Przeginia. Jest w większości porośnięte lasem, jedynie w dolnej części jego południowo-wschodniego stoku opadającego do dna Doliny Będkowskiej są łąki i pojedyncze gospodarstwo. Stok północno-wschodni i południowo-zachodni opada do dna wąwozów będących bocznymi odgałęzieniami Doliny Będkowskiej, stok północno-zachodni na bezleśną wierzchowinę zajętą przez pola uprawne i zabudowania wsi Łazy. 
Jawor znajduje się na Wyżynie Olkuskiej będącej częścią Wyżyny Krakowsko-Częstochowskiej. Zbudowany jest z późnojurajskich wapieni. W lesie znajdują się odsłonięcia licznych wapiennych skałek, największa z nich to Jawornia. Według mapy Geoportalu w skałkach tych są trzy jaskinie: Jaskinia Głęboka i Śmietnik pod Jaskinią Głęboką, jednak publikacja Jaskinie Polski Państwowego Instytutu Geologicznego podaje ich lokalizację i współrzędne w sąsiednim na północny wschód, bezimiennym wzniesieniu.